# John Roosma
John Sieba Roosma (Passaic, 3 settembre 1900 – Verona, 13 novembre 1983) è stato un cestista e militare statunitense, membro del Naismith Memorial Basketball Hall of Fame dal 1961.

## Carriera
Nato in New Jersey, frequentò la Passaic High School, dove divenne leader e capitano della squadra di pallacanestro, con la quale vinse 179 partite consecutive.
Dopo l'high school entrò alla United States Military Academy. A West Point, su sollecitazione del generale Douglas MacArthur, entrò a far parte degli Army Black Knights, la squadra di pallacanestro dell'Accademia: in cinque anni vinse 73 incontri su 86, e mise a segno 1 126 punti. Venne nominato tre volte nella selezione All-American. A lui è oggi dedicato il titolo di MVP dell'Accademia di West Point.
Dopo l'Accademia divenne tenente di stanza in Cina; nel 1933 tornò a West Point, rimanendovi per sette anni come vice maresciallo. In seguito raggiunse il grado di colonnello dell'United States Army. Era di stanza alle Hawaii quando i giapponesi attaccarono a Pearl Harbor; in seguito guidò il 334º Reggimento Fanteria in Germania. Lasciò l'esercito nel 1956; dal 1958 al 1961 fu comandante dei cadetti della Bordentown Military Academy.